# جوزيف ماركس
جوزيف ماركس (بالألمانية: Joseph Marx)‏ هو عازف بيانو وملحن وكاتب نمساوي، ولد في 11 مايو 1882 في غراتس في النمسا، وتوفي بنفس المكان في 3 سبتمبر 1964.

## وصلات خارجية
- جوزيف ماركس على موقع مونزينجر (الألمانية)
- جوزيف ماركس على موقع ميوزك برينز (الإنجليزية)
- جوزيف ماركس على موقع أول ميوزيك (الإنجليزية)
- جوزيف ماركس على موقع ديسكوغز (الإنجليزية)